# 谢西 (卢瓦雷省)
谢西（法語：Chécy，法語發音：[ʃesi]）是法国卢瓦雷省的一个市镇，位于该省中西部，属于奥尔良区。

## 地理
谢西（47°53'37"N, 2°1'37"E）面积15.47 平方千米，位于法国中央-卢瓦尔河谷大区卢瓦雷省，该省份为法国中北部省份，北起埃松省，西北接厄尔-卢瓦省，西南接卢瓦-谢尔省，南至涅夫勒省和谢尔省，东临约讷省，东北接塞纳-马恩省。
与谢西接壤的市镇（或旧市镇、城区）包括：比奥讷河畔布瓦尼、布村、孔布勒、马尔迪耶、圣但尼昂瓦勒、圣让德布赖、桑迪永。

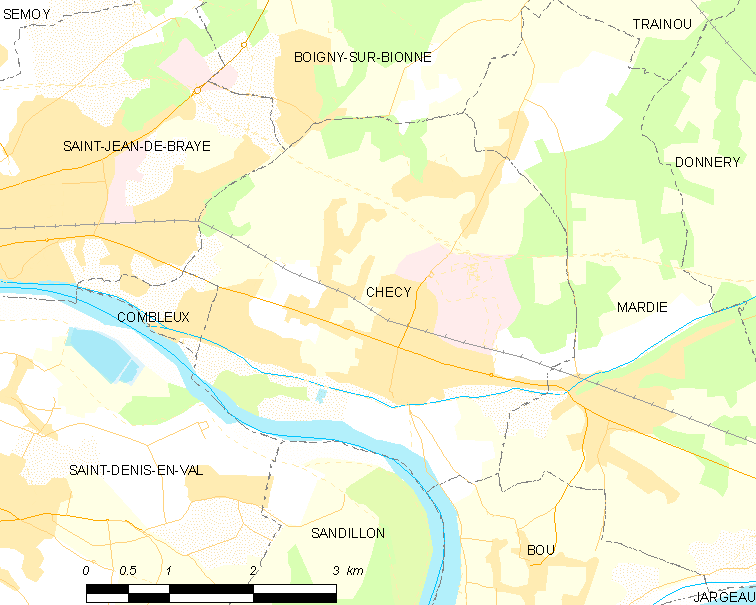
的OSM定位图

谢西的时区为UTC+01:00、UTC+02:00（夏令时）。

## 行政
谢西的邮政编码为45430，INSEE市镇编码为45089。

## 政治
谢西所属的省级选区为圣让德布赖县。

## 人口

1962-2008年间人口变化图示

谢西于2022年1月1日时的人口数量为8948人。